# Porrittia
Porrittia är ett släkte av fjärilar som beskrevs av James William Tutt 1905. Porrittia ingår i familjen fjädermott, Pterophoridae.

## Dottertaxa tillPorrittia, i alfabetisk ordning[1][2]
- Porrittia galactodactyla (Denis & Schiffermüller, 1775), Kardborrefjädermott
- Porrittia herzi Ustjuzhanin, 2001
- Porrittia imbecilla (Meyrick, 1925)